# ウォーキングwithモンスター〜前恐竜時代 巨大生物の誕生
ウォーキングwithモンスター～前恐竜時代 巨大生物の誕生 (Walking with Monsters)は、2005年にインポッシブル・ピクチャーズが制作したテレビシリーズである。イギリスでは2005年11月5日に BBC One で放送され、アメリカ合衆国では Before the Dinosaurs の題で2005年12月8日にディスカバリーチャンネルにて放送された。日本ではNHK教育の『地球ドラマチック』内にて『タイムスリップ! 前 恐竜時代』という題で2006年4月12日と19日に放送された。

## 内容
5億3000万年前にあたるカンブリア紀から2億4000万年前の三畳紀まで、恐竜が出現するまでの地球生命の変遷を紹介する。イギリスでの放送時は三部作であったが、日本では石炭紀/ペルム紀で区切った二部作の形で放送された。

### 5億3000万年前 カンブリア紀
- 場所：中国・澄江
- 酸素濃度：現在より30％低い
- 危険要因：アノマロカリス

登場する動物
アノマロカリス
ハイコウイクチス
レドリキア（劇中では三葉虫と呼ばれる）
クラゲ（原生種）

### 4億2000万年前 シルル紀
- 場所：イギリス・サウスウェールズ
- 酸素濃度：現在より30％低い
- 危険要因：ウミサソリ

登場する動物
ケファラスピス
ブロントスコルピオ（劇中ではウミサソリと呼ばれている）
プテリゴトゥス
カメロケラス（チョッカクガイ）
カイメン（原生種）
ウニ（現生種）
クックソニア（最古の植物）

### 3億6000万年前 デボン紀
- 場所：アメリカ・ペンシルベニア州
- 酸素濃度：現在より20％低い
- 危険要因：巨大な魚

登場する動物
ヒネルペトン
ハイネリア
ステタカントゥス（劇中ではサメと呼ばれている）
サソリ（現生種）

### 3億年前 石炭紀
- 場所：アメリカ・カンザス州
- 酸素濃度：現在より40％高い
- 危険要因：巨大な昆虫

登場する動物
メガラクネ（劇中ではハラフシグモと呼ばれる）
ペトロラコサウルス
メガネウラ
アースロプレウラ
プロテロギリヌス

### 2億8000万年前 ペルム紀初期
- 場所：ドイツ
- 地球の気温：今より20％低い
- 危険要因：極端な気候の変化

登場する動物
エダフォサウルス
ディメトロドン
セイムリア
トンボ（現生種）

### 2億5000万年前 ペルム紀後期
- 場所：シベリア
- 地球の気温：今より60％高い
- 危険要因：極端な暑さと火山活動

登場する動物
スクトサウルス
ゴルゴノプス
ディイクトドン
リネスクス（劇中では迷歯類と呼ばれている）

### 2億4800万年前 三畳紀
- 場所：南極大陸
- 地球の気温：今より40％暑い
- 危険要因：肉食爬虫類

登場する動物
リストロサウルス
ユーパルケリア
テロケファルス類（有毒種、ただし知られている限り有毒とされるテロケファルス類はペルム紀のユーシャンベルジア、Megawhaitsiaのみ）
プロテロスクス（「カスマトサウルス」とも呼ぶ）
トンボ（現生種）
アロサウルス
ステゴサウルス
ディプロドクス
ブラキオサウルス
エパンテリアス

## 受賞
2006年プライムタイム・エミー賞アニメーション部門を受賞。視覚効果は英国アカデミー賞にもノミネートされた。

## 関連作品
- ウォーキングwithビースト（2001）
- ウォーキングwithダイナソー〜驚異の恐竜王国（1999）